# Zygmunt Łanowski
Zygmunt Łanowski (ur. 31 lipca 1911 w Tarnopolu, zm. 30 sierpnia 1989 w Warszawie) – polski tłumacz literatury szwedzkojęzycznej, fińskiej, islandzkiej, norweskiej i anglojęzycznej.

## Życiorys
Syn Feliksa i Wiktorii z Piwockich. Uczęszczał do klasycznego Państwowego III Gimnazjum Męskiego im. Króla Stefana Batorego we Lwowie. W latach 1930–1935 studiował prawo i dyplomację na Uniwersytecie im. Jana Kazimierza. Po studiach został asystentem w katedrze prawa na tej samej uczelni.
W czasie II wojny światowej był oficerem Armii Krajowej, działał w Żegocie i współpracował z Delegatem Rządu Emigracyjnego Adamem Ostrowskim. Był również szefem nasłuchu radiowego Biura Informacji i Propagandy Obszaru Lwowskiego. W lipcu 1944 roku, po wejściu Armii Czerwonej do Lwowa, został mianowany adiutantem generała Władysława Filipkowskiego, potem aresztowany przez Sowietów. Od 2 sierpnia 1944 do 9 grudnia 1947 roku był więziony przez NKWD, najpierw w obozie Diagilewo k. Riazania, potem w obozie Szora w Maryjskiej ASRR, gdzie poważnie zachorował na gruźlicę. Pod koniec 1947 roku przewieziono go z powrotem do Polski.
W 1948 roku, dzięki pomocy szwedzkiego programu „Europahjälpen”, trafił do Szwecji, gdzie przeszedł leczenie i rekonwalescencję. Od 1951 roku znajdował się pod opieką szwedzkiej akcji humanitarnej, w Szwecji spędził prawie osiem lat i biegle nauczył się języka szwedzkiego. Do Polski wrócił w 1954 roku i zamieszkał w Warszawie.
Jako tłumacz literatury szwedzkiej zadebiutował w 1956 r. przekładem opowiadania Birgera Vikströma „Złote czasy” w czasopiśmie „Nowe sygnały” (Nowe sygnały, 1956, nr 8). Był redaktorem antologii poezji i opowiadań szwedzkich oraz tłumaczem dzieł wydawanych w ramach Serii Dzieł Pisarzy Skandynawskich.
W dorobku translatorskim Łanowskiego znajdują się zarówno klasyka szwedzkiej literatury pięknej (dramaty i nowele Augusta Strindberga, proza Pära Lagerkvista, Artura Lundkvista, Eyvinda Johnsona, antologie szwedzkich opowiadań i poezji), dzieła literatury dziecięcej i młodzieżowej (Hans Peterson, Olle Matson), scenariusze filmowe (Ingmar Bergman), literatura podróżnicza (Eric Lundquist, Thor Heyerdahl), literatura sensacyjna i kryminalna (Hans Krister Rönblom).

## Dorobek translatorski (alfabetycznie wg autorów)
- Frans Gunnar Bengtsson, Rudy Orm.
- Ingmar Bergman (scenariusze filmowe)
  - Laterna magica
  - Fanny i Alexander
  - Z życia marionetek
  - Jajo węża
  - Sonata jesienna
  - Twarzą w twarz
- Lars Bergquist, Wspomnienia Arronaxa
- Rolf Blomberg
  - Bufo blombergi: wędrówki i przygody (wybór)
  - Złoto i anakondy
- Bo Carpelan
  - Raj
  - Łuk: opowiadanie o lecie, które było inne
- Sven Delblanc
  - Speranza: powieść współczesna
  - Rzeka pamięci
- Per Olov Enqvist, Noc Trybad
- Per Gunnar Evander. Ostatni dzień w życiu Vallego Hedmana
- Lars Gustafsson
  - Śmierć pszczelarza
  - Święto rodzinne
  - Wełna
- Lars Gyllensten, Pamiętnik Kaina
- Gunnar Harding, Wiersze (wybór)
- Thor Heyerdahl, Ekspedycja Ra
- Tove Jansson, Lato
- Eyvind Johnson
  - Chmury nad Metapontem
  - Fale przyboju
- Sylvi Kekkonen, Amalia
- Gösta Knutsson, Przygody Filonka Bezogonka
- Pär Lagerkvist
  - Kat
  - Karzeł
  - Mariamne
  - Zło
  - Sybilla
  - Pielgrzym
  - Gość w rzeczywistości
- Halldor Kiljan Laxness, Flecista
- Sara Lidman, Rozmowy w Hanoi
- Gunnel Linde
  - Kraj naszej Ewy
  - Lurituri
  - Biały kamień
  - Lurituri
- Max Lundgren, Chłopiec w złotych spodniach
- Artur Lundkvist
  - Wola nieba
  - Liryki prozą (wybór)
  - Upadek Jerycha: opowiadania (wybór)
  - Vindingeński walc
  - Konie nocy i inne opowieści o świecie, ludziach i mitach (wybór)
  - Róża wiatrów: wrażenia z podróży (wybór)
  - Fryz życia: nowele i opowiadania (wybór)
- Eric Lundquist, Dzicy to my
- Olle Mattson
  - Wakacje nad morzem
  - Bryg „Trzy Lilie”
- Folke Mellvig, Strzały w Kalmarze
- Henry Miller, Uśmiech u stóp drabiny
- Jan Olof Olsson, Margareta Sjögren Niż nad Irlandią
- Hans Peterson
  - Piotruś na wsi
  - To ja Piotruś
- Pär Rådström, Morderstwo
- Hans Krister Rönblom, Śmierć w garnku
- August Strindberg
  - dramaty: Panna Julia, Ojciec, Wierzyciele, Silniejsza, Do Damaszku, Eryk XIV, Gra Snów, Sonata widm, Taniec Śmierci, Burza, Pogorzelisko, Krystyna, Sonata widm, Pelikan, Mistrz Olof, Koledzy, Pierwsze ostrzeżenie, Zbrodnie i zbrodnie, Wielkanoc, Karol XII, Gustaw III, Wielki Gościniec, Parias,
  - nowele: Dom lalki, Nagroda za cnotę, Musiał, Za zapłatę, Wyrzuty sumienia, Romantyczny zakrystian z Rånö, Łoś pastora, Ślubowanie, Krawiec urządza tańce, Celnik, Miłość dziewcząt, Wiechowe.
  - manifesty: Memorandum reżysera do członków zespołu Intima Teatern
- Per Olof Sundman
  - Ekspedycja
  - Dwa dni, dwie noce
  - Podróż napowietrzna pana inżyniera Andree
- Birgitta Trotzig, Barbara (tłum. wspólnie z Marią Olszańską)
- Mika Waltari (przekłady ze szwedzkiego)
  - Egipcjanin Sinuhe
  - Karin, córka Monsa
  - Czarny Anioł
  - Turms, nieśmiertelny
  - Mikael Karvajalka 
  - Mikael Hakim
- Maria Wine
  - Wiersze (wybór)
  - Zastrzelono lwa: wybór nowel i opowiadań (wybór)

Zygmunt Łanowski był również autorem wyboru i tłumaczem utworów w antologiach:
- Losy ludzkie: antologia nowel i opowiadań szwedzkich. Poznań: Wydawnictwo Poznańskie. 1965.
- Drogi na głębinie: antologia szwedzkiej prozy morskiej. Gdańsk: Wydawnictwo Morskie, 1971.
- Kość słoniowa: nowele szwedzkie. Warszawa: Czytelnik. 1972.
- Na najdalszym skraju morza: antologia szwedzkiej poezji morskiej XX wieku. Gdańsk : Wydawnictwo Morskie, 1978. ISBN 83-215-6427-5.

a także redaktorem następujących antologii:
- Na południe od Sahary: opowiadania afrykańskie. Warszawa: Państwowy Instytut Wydawniczy, 1967.
- Żyzny granit: antologia nowel i opowiadań fińskich. Poznań: Wydawnictwo Poznańskie, 1970.
- Werner Aspenström, Wiersze. Warszawa: Wydawnictwa UW, 1976.
- W sali zwierciadeł: antologia poezji szwedzkiej (1928–1978). Poznań: Wydawnictwo Poznańskie, 1980. ISBN 83-210-0075-4

## Ordery i odznaczenia
Był odznaczony Krzyżem Kawalerskim Orderu Odrodzenia Polski, Medalem 40-lecia Polski Ludowej, a także szwedzkim Krzyżem Rycerskim Orderu Wazów i Krzyżem Rycerskim Orderu Gwiazdy Polarnej.

## Nagrody
W 1968 roku jako pierwszy Polak otrzymał nagrodę Akademii Szwedzkiej dla tłumaczy literatury szwedzkiej, a w 1977 tytuł doktora honoris causa Uniwersytetu w Uppsali. W 1973 roku otrzymał nagrodę literacką ZAiKS-u dla tłumaczy, w 1981 roku - Nagrodę Polskiego PEN Clubu za przekład literatury obcej na język polski.